# 田方 (1918年)
田方（1918年5月—2006年3月24日），原名田培方，男，浙江海寧周王庙南街人，長駐陝西的記者、報社社長、官員。1950年代擔任中华人民共和国国务院副总理習仲勳的秘書而知名。1978年調入国家计委後奉命研究三峡移民問題，著書《论三峡工程的宏观决策》匯集了三峽工程反方意見，是他生平最重要著作。

## 生平

### 童年
1918年生於中華民國浙江省海寧縣周王庙镇。周镇小学毕业后，曾到海宁县商校肄业半年，先后在杭州益盛丝织厂和上海老九和绸局当过学使、店员。中華民國打抗日戰爭期間，1939年4月离沪到广西桂林。

### 報業
1939年8月参加由中共黨員范长江领导的国际新闻社（简称国新社）总社工作，担资料员、实习编辑、会计等职务。1940年7月，调任国新社重庆办事处经理。1941年，皖南事变后，4月间经中共地下党介绍，从重庆经洛阳十八集团军办事处转西安办事处，于9月底到达延安。10月间，被分配到中央机关报延安《解放日报》工作，担任报社编辑、记者。1942年9月加入中国共产党。1947年2月到1949年8月，任第一野战军随军记者、新华社一野前线分社社长。此后任新华社西北总分社编辑室主任、副社长。
中华人民共和国成立后，1950年1月，调任西北新阳局新闻处处长兼中国新闻工作者协会第一届理事。其间，1951年2月到8月，任中国人民赴朝慰问团总团宣传组组长。1952年6月，担任中共中央西北局书记习仲勋秘书，之后随习仲勋更换职位一直担任秘书，后兼国务院秘书厅厅党委。1961年8月，担任中共宝鸡地委副书记。1963年2月，担任《陕西日报》社副总编辑。

### 国家计委
1978年8月调入国家计委经济研究所任副所长。。1983年2月退休。
基於他在延安时对陕甘宁边区移民的采访經驗，他受命国家计委主任宋平考察研究三峡移民問題。1987年11月起他出版四本《论三峡工程的宏观决策》，匯集了三峽工程反方意見，是他生平最重要著作。另外他也對中國人口遷移有數本著作。
2006年3月24日，于北京去世。3月30日，遗体于北京八宝山革命公墓火化。

## 延伸閱讀
- 李勇,边江. . 新华出版社. 2017.